# Мереа (Империја)
Мереа је насеље у Италији у округу Империја, региону Лигурија.
Према процени из 2011. у насељу је живело 5 становника. Насеље се налази на надморској висини од 355 м.